# 马库平县 (伊利诺伊州)
馬庫平縣（英語：Macoupin County）是美國伊利諾伊州西南部的一個縣，是圣路易斯都會東區的一部分。面積2,247平方公里。根据美國2010年人口普查，共有人口47,765人。縣治卡林維爾。
县的主要产业是农业，其中以玉米、大豆和少许小麦为主。

## 历史
17世纪最早来到当地的欧洲人是法国探险家，他们沿美洲的大河向南探险。当时当地居住的是伊利諾伊聯盟美國原住民。今天的县名就源于迈阿密-伊利诺伊语中对美洲黄莲的称呼。也有一说它的原意是马铃薯。虽然一些最早欧洲移民的后代称他们部分含有原住民的血缘，但是过去居住在当地的人已经不复存在。最早的欧洲移民沿已经设立的密西西比河运输途径从西南方进入当地。

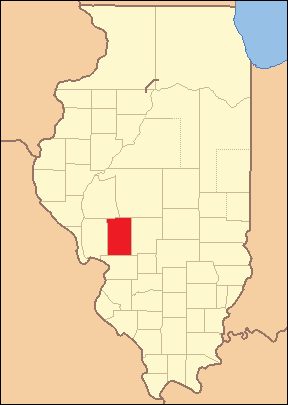
1829年马库平县设立时的面积

马库平县成立於1829年1月17日。它是从麥迪遜縣和格林縣分离出来的。縣名來自伊利诺伊河西南边一条名为马库平溪的支流。当时当地居民的经济主要是自給農業，他们的联络方向是朝向西南方的。
19世纪中伊利诺伊州发展变化迅速。最大的变化在于铁路的建设，马库平县位于链接圣路易斯和当时还年轻的芝加哥都市地区的铁路和公路线上。马库平县位于圣路易斯和当时伊利诺伊的州府斯普林菲尔德正中。当地的主要经济依然是农业，但是农民把他们的产品运到市场上去的路径方便多了。当时的居民点都很小，而且分布稀落，所有新居民点都是沿铁路线建成的，利用铁路的运输服务。在文化上马库平县保持了它与圣路易斯的历史链接，而与伊利诺伊州北边地区的联系没有那么密切。
农业依然是县的主要经济部门，但是县内也开始开采煤矿，煤矿的开采使得县的部分面貌发生变化。当地整个地区地下有煤，但是沿铁路线和在已经存在的镇附近的煤矿最经济。20世纪开始时许多镇里有矿，所有这些矿里都有许多从欧洲各地移入的矿工。
20世纪里农业和煤矿依然是马库平县的主要经济支柱。县随着这两个支柱起伏。开始时县内的农业主要是家庭农业。马库平县常常成为矿工和矿主之间劳工争议的中心，也是工会活动的热点。1890年代马库平县在劳工暴动中起了一个主要作用，因此在美国知名。马库平县是美国矿工联合会成长的中心舞台，1930年代里美国矿工联合会和美国进步矿工内部斗争也主要在这里。
农业依然是马库平县的主要经济支柱，但是大型公司企业越来越起主要作用，家庭企业消失迅速。煤矿也不断减少，最后几乎完全消失。这个过去重要工业的房屋和建筑在年久失修后被拆除，今天所剩无几。
县里的镇不是中西部城市廣場或者是大街格局。城市廣場格局的镇环绕一个中心广场，或者有一座小亭子的公园，镇上的小店都环绕着这个中心。大街格式的镇的主要建筑和镇上的小店排列在一条主街两侧。县治卡林維爾是一座城市广场格式镇，县政府建筑是镇的中心。该建筑里有所有县政府的办公室。一般教堂和其它教派的宗教建筑也位于城市广场周围，或者排列在市中心附近的主街两侧。
现代公路改善了交通，县北部的一些镇逐渐成为睡城，当地居民主要在斯普林菲尔德工作和购物，导致镇内的小店萧条。县最南边的镇也有同样的现象。由于越来越多的人在圣路易斯和都會東區工作，2005年美国普查局把马库平县纳入圣路易斯都市统计地区。

## 地理
根据美国普查局数据马库平县的总面积为2250平方千米，其中陆地面积为2240平方千米，水域面积为12平方千米（占总面积的0.5%）。

### 气候
近年来县府卡林維爾1月的平均最低气温为-8°C，7月的平均最高气温为31°C。历史记录的最低气温是1905年2月记录到的-31°C，最高气温为1954年7月记录到的45°C。平均最低降水量在2月，为50毫米，平均最高降水量在5月，为108毫米。

### 主要公路
- 55號州際公路
- 4号伊利诺伊州公路
- 16号伊利诺伊州公路
- 138号伊利诺伊州公路
- 108号伊利诺伊州公路
- 111号伊利诺伊州公路
- 159号伊利诺伊州公路
- 267号伊利诺伊州公路

## 人口
| 调查年                                               | 人口   | 备注  | %±     |
| ---------------------------------------------------- | ------ | ----- | ------ |
| 1830                                                 | 1,990  |       | —      |
| 1840                                                 | 7,826  |       | 293.3% |
| 1850                                                 | 12,355 |       | 57.9%  |
| 1860                                                 | 24,602 |       | 99.1%  |
| 1870                                                 | 32,726 |       | 33.0%  |
| 1880                                                 | 37,692 |       | 15.2%  |
| 1890                                                 | 40,352 |       | 7.1%   |
| 1900                                                 | 42,256 |       | 4.7%   |
| 1910                                                 | 50,685 |       | 19.9%  |
| 1920                                                 | 57,274 |       | 13.0%  |
| 1930                                                 | 48,703 |       | −15.0% |
| 1940                                                 | 46,304 |       | −4.9%  |
| 1950                                                 | 44,210 |       | −4.5%  |
| 1960                                                 | 43,524 |       | −1.6%  |
| 1970                                                 | 44,557 |       | 2.4%   |
| 1980                                                 | 49,384 |       | 10.8%  |
| 1990                                                 | 47,679 |       | −3.5%  |
| 2000                                                 | 49,019 |       | 2.8%   |
| 2010                                                 | 47,765 |       | −2.6%  |
| 2018年估计                                           | 45,313 | [ 7 ] | −5.1%  |
| 美国十年普查 1790-1960 1900-1990 1990-2000 2010-2013 |        |       |        |

根据2010年美国人口普查数据馬庫平縣有47765名居民，分19381个户，13224个家庭。人口密度为每平方千米21.4人。97.6%的居民是白人、0.8是黑人或非裔美国人、0.3%是亚裔、0.3%是美洲原住民、0.2%是其他人种。0.9%是混血儿。拉丁美洲裔或西班牙裔的人占0.9%。35.8%的人祖先来自德国、16.2%来自爱尔兰、13.9%来自英国、9.5%来自美国、8.0%来自意大利。
县内的19381个户里30.2%有18岁以下的未成年人、53.5%是结婚夫妇、9.8%是带孩子的单身妇女、31.8%不是家庭、27.0%是单身汉。平均每户2.42人、家庭的平均大小为2.90人。平均年龄为41.7岁。
县内每户平均年收入为47178美元、家庭的平均年收入为59700美元。男子的平均年收入为48878美元，女子的平均年收入为30748美元。人均年收入为23222美元。约9.7%的家庭和12.0%的居民生活在贫困线以下，其中包括17.4%的未成年人和5.5%的老年人（65岁或以上）。

## 政治
马库平县属于环绕圣路易斯都市地区的伊利诺伊州部分，是农村德国天主教带的一部分，传统上当地人比较支持民主党。包括2000年的大选在内马库平县仅在六次雪崩式大胜中选举共和党候选人，除1972年理查德·尼克松以3000票多数战胜乔治·麦戈文外共和党从未在马库平县获得绝对多数。
21世纪开始后马库平县的选举特征巨大更改，原因是当地的保守选民对民主党就社会问题的自由主义态度不满，此外当地选民也认为民主党没有解决当地经济问题的答案。2012年贝拉克·奥巴马成为首位在伊利诺伊州获胜的民主党总统获选人，但是在马库平县他没有获胜。2016年希拉里·克林顿在马库平县仅获得30%的选片，甚至比乔治·麦戈文的败北还要少。